# CSDC2
CSDC2‏ (Cold shock domain containing C2) هوَ بروتين يُشَفر بواسطة جين CSDC2 في الإنسان.